# Ahedo (La Revilla y Ahedo)
Ahedo de la Sierra es una localidad situada en la provincia de Burgos, comunidad autónoma de Castilla y León (España), comarca de Sierra de la Demanda, partido judicial de Salas, ayuntamiento de La Revilla y Ahedo.
Se ubica en el antiguo Alfoz de Lara, al sur de la Sierra de Carazo y al Norte de la Sierra de Cervera, a 8,5 km de Salas de los Infantes, cabeza de partido, y a 56 de Burgos.
Como hitos geográficos más característicos, destacan la Peña de Carazo (también conocido como El Alto) y la Peña de San Carlos (o también conocido como El Fuerte), separadas por el Collado de La Rasa. Este último fue originado por un corrimiento de tierras producido en un período indeterminado de la Prehistoria. En las laderas de ambas peñas es frecuente encontrar fósiles marinos, que sirven de recuerdo de que en tiempos remotos, gran parte de la Meseta Norte se hallaba cubierta por las aguas de un mar interior. En las paredes calizas orientadas al norte, anida una importante colonia de buitre leonado e incluso se han llegado a ver alimoches de manera esporádica.
El sendero que conduce al Collado de La Rasa sale del extremo suroriental del núcleo urbano y permite llegar a él en una media hora, para decidir allí cómo continuar la ruta del día. Unos optan por subir al Alto, a través de un paso  algo escondido a la vista. Otros optan por visitar las ruinas del asentamiento militar cristiano en El Fuerte. Los más intrépidos descienden la abrupta ladera sur del collado para dirigirse a las localizaciones de la película "El Bueno, El Feo y el Malo".
Como medio de comunicación, hasta su clausura utilizaban la estación de La Revilla del ferrocarril Santander-Mediterráneo.
En el censo de 1950 contaba con 149 habitantes, reducidos a 25 en 2008.